# Fjord Baumann
Le fjord Baumann est un bras de mer naturel situé au sud-ouest de l'île d'Ellesmere au Nunavut dans l'archipel arctique canadien. À l'ouest, il ouvre sur la baie Norwegian. L'île Hoved est située dans le fjord.
Il porte le nom de l'explorateur Victor Baumann, capitaine du Fram durant la deuxième expédition d'Otto Sverdrup (1898-1902).